# Svend I al Danemarcei
Svend (Sweyn, Svein, Sven) I „Barbă despicată” (Limba nordică veche: Sveinn Tjúguskegg), (n. 17 aprilie 963 d.Hr., Danemarca, Regatul Danemarcei⁠(d) – d. 3 februarie 1014, Gainsborough, Anglia, Regatul Unit) a fost rege al Danemarcii,  rege al Angliei, precum și rege al unei părți din Norvegia. În cronicile anglo-saxone, numele lui apare ca Swegen. A fost fiul regelui Harald (Dinte albastru) al Danemarcei. A fost tatăl regelui Knut cel Mare.
Sven I devine rege în Danemarca în anul 986, iar în 1000 deja cucerise Norvegia. Înfuriat de uciderea rudelor sale, atacă Anglia și cere bani drept compensație. Timp de câțiva ani, pretinde bani de la englezi pentru a nu-i ataca iar. Cu toate acestea, Sven îl izgonește pe regele englez Ethelred II în anul 1013 și se proclamă rege. Va domni până la moartea sa, din 1014. Fiul său, Knut (Canute, Cnut) fuge în Danemarca, de frica răzbunării lui Ethelred. În plus, Norvegia devine independentă în 1015. Ethelred moare în 1016 și o parte a englezilor este dispusă să-l accepte ca rege pe Knut, iar ceilalți îl aleg pe Edmund Ironside. Între cei doi au loc lupte pentru coroană. Edmund este învins, dar Knut îi permite să conducă o parte a Angliei până la moartea sa. Edmund moare în 1016, iar Canute devine regele Angliei și al Danemarcei. În 1028 cucerește și Norvegia și devine conducătorul unui adevărat imperiu nordic. Totuși, imperiul nu a supraviețuit mult după moartea sa. Anglia devine independentă în 1042, iar Norvegia în 1047.

## Copii
Cu Gunhilds a Poloniei:
- Harald al II-lea al Danemarcii

Cu Sigrid:
- Knut
- Gytha
- Gunnhild
- Santslaue
- Thyra
- Estrid
- o fiica necunoscuta